# Despacito
Despacito (амерички шпански: ; енгл. Slowly; досл. „споро”) сингл је порториканског певача Луиса Фонсија и репера Деди Јанкија са предстојећег албума раније поменутог. Јуниверсал мјузик Латин је објавио Despacito са музичким спотом 12. јануара 2017. године, а у споту се појављују оба уметника како изводе песму у суседству Ла Перла (Стари Сан Хуан, Порторико) и локалном бару Ла Факторија. Песму је написао Луис Фонси са Ериком Ендер и Деди Јанкијем, а продуцирали су је Андрес Торес и Маурисио Ренгифо. Ово је прва песма која је досегла 3, 4, 5, 6 и 7 милијарди прегледа на Јутјубу и тренутно је најгледанији урадак на овом веб-сајту.
У питању је регетон-поп песма компонована у уобичајеном времену, са текстом о сексуалном односу и изведбом на романтичан начин који одише спонтаношћу. Комерцијално, песма се нашла на врху лествица у 45 земаља и у девет других међу топ 10, што је чини најуспешнијим синглом Фонсија и Јанкија до данас. Постала је прва песма примарно на шпанском која се нашла на листи Билборд хот 100 још од 1996. године (Macarena, Бејсајд бојс микс). Званични видео за Despacito је на Јутјубу добио свој милијардити преглед 20. априла 2017. године, 97 дана од дана постављања; тако је ово постао други најбржи видео који је прешао ову прекретницу у броју прегледа (први је Аделин хит Hello). Свој двемилијардити преглед песма је добила 16. јуна 2017, након 154 дана; тако је постала видео који је најбрже дошао до ове прекретнице. Тримилијардити преглед је добила 4. августа 2017, након само 204 дана; тако је постала први (тиме и најбржи) видео који је дошао до ове прекретнице. Са 3,3 милиона сертификованих продатих примерака, један је од најпродаванијих латинских синглова у САД.
Изашло је и неколико ремикс верзија које су испратиле глобални успех песме. Соло поп верзија и салса верзија са порториканским музичарем Виктором Мануелеом изашле су 17. марта 2017. године. Ремикс верзија са популарним канадским певачем Џастином Бибером објављена је 17. априла 2017; ова верзија је увелико помогла песми да се попне до врха лествица у бројним земљама, поготово у онима енглеског говорног подручја. Електронска верзија коју је продуцирао амерички трио Меџор лејзер и колумбијски Ди-џеј Моска, као и урбана верзија коју је продуцирао Скај, изашле су 5. маја 2017. године. Despacito је у јулу постала највише стримована песма икада, са 4,6 милијарди стримова.